# Тефра
Тефра је заједнички назив за материјал свих типова и величина који је избачен из вулкана или таложен из ваздуха,
без обзира на састав и величину. Укључује вулкански пепео, вулканске бомбе и блокове, пловућац, вулканско стакло
и друго.